# MZ/X

Szférakarcolók a 30. században

MZ/X (eredetileg Mzper X; IPA: ˈɛmzeːpɛɾiks) az Üzenet a jövőből – A Mézga család különös kalandjai című magyar televíziós rajzfilmsorozat egyik főszereplője. Alakját Romhányi József és Nepp József forgatókönyve alapján az 1960-as években, a Pannónia Filmstúdió műtermében dolgozták ki, a Magyar Televízióban 1968–1969-ben vetítették. MZ/X magyar hangját Somogyvári Rudolf adta, a német nyelvű változatban Klaus Mertens szinkronizálta.
MZ/X alakja – mellékszereplőként – megjelenik a Romhányi József által írt Mézga Aladár különös kalandjai című, 1974-ben megjelent könyvben is.
A szereplő nevét német szövegben MZ-per-X alakban is írják. Az olasz változatban az Em Zi Tren nevet kapta.
A sorozat szerint MZ/X (akit Mézga Géza Öcsinek szólít) a történet középpontjában álló Mézga család – Géza és fia, Aladár – 30. századi leszármazottja, akivel időkibővítő készülék segítségével rádión keresztül tartják a kapcsolatot, fényposta segítségével küldeményeket tudnak egymásnak továbbítani. „Tudomásunk szerint még a Magyar Televízió is rendszeresen beszámolt nézőinek a fénypostával küldött XXX. századbeli ajándéktárgyak okozta bonyodalmakról.” – írja Romhányi.
MZ/X a sorozat első évadának mind a 13 részében szerepel, a többi évad egyes részeiben ugyanakkor meg sem említik. Romhányi szerint „bár az ősök mohósága egy idő után az Mzper X-szel való tüneményes kapcsolat megszakadását eredményezte, Aladár a XXX. századbeli küldemények használata közben rendkívül értékes új tapasztalatokat szerzett. […] Így vált lehetővé, hogy barátunk [Aladár] elképesztően vakmerő, de tudományosan megalapozott új, kalandos vállalkozásba kezdjen.”

## A szereplő élete
MZ/X a távoli 30. században él, a Rákosszentmihályi toronyváros (Rákszmih torvár) egyik szférakarcolójában. Újmagyar nyelven beszél, Mézga Gézához intézett bemutatkozása szerint ő MZ/X, hár X esz ük köb unk, vagyis – a „kibernetikusan ómagyarra” fordított szöveg szerint – neve Mézga Törve X-szel, a 30. ükunokájuk a 30. századból.
Lombikbébiként született, a szülőanyjaként tisztelt lombik neve Lombik Köbgyök 45/X volt. Van egy lombikikertestvére és egy műtáptejtestvére. Robothelyettesét MZ/X/2-nek, fordítógépét Károly Alfonz Friderikának (röviden Kafnak) hívják.
A rajzfilmsorozat szerint 125 (ötköb) évesen tanulószobájában érettségire készült, atomkori történelmet (atkor tör) tanul. További tantárgyai között szerepel a primitívősgéptan. A kötelező 80 általános iskolai és 40 gimnáziumi osztályt elvégezte, később az érettségi vizsgát is teljesítette.
Tápláléka a „rendkívül ízletes és tápláló” hiperultrakivonat (hipulkiv).

## MZ/X és Mézgáék kapcsolata
A családhoz tartozik – köbükunokai fokon – egy 30. századbéli rokon. MZ/X jelentkezz, jelentkezz!
MZ/X a 20. századi rokonaival – Mézga Gézával és Mézga Aladárral – időkibővítő készülék (idkibőv kész) alapján, a gondolatátvivő kézikészülék használatával, a Mézga Rádió, Budapest és az MZ/X Minusz Szinusz Gamma, Ultra Mikroszféra rádióállomás között létrejött „titkos és misztikus, kicsit utópisztikus” kapcsolat segítségével kommunikál.
Romhányi az első – Aladár által kezdeményezett – rádió-összeköttetést így írja le, miközben jellemzi a különböző évszázadban élő rokonok között létrejött, a „mi korunkból nézve […] valószínűtlennek tűnő” kapcsolatot:
[…] A vevőkészülék […] egy fülszúróan magas frekvenciájú sípolás után, távolinak tűnő, de tisztán érthető hangon megszólalt:
– Mzper X jelkezz… jelkezz… Mzper X jelkezz,… 
Ezzel a jelentkezéssel egy különös kapcsolat vette kezdetét. Aki ugyanis Mzper X néven jelentkezett, nem e világból való. Illetve e világból, de későbbi korból. Mzper X a XXX. században élt, azaz él majd, pontosabban él már, hiszen ha még nem élne, nem vehette volna fel a kapcsolatot XX. századbeli őseivel. (őseivel mondom, hisz Mzper X Mézga Géza köbükunokája (ükunokája a köbön) volt, illetve lesz, vagyis van. Ez a viszonylat, tudom, első hallásra viszonylag kuszának, sőt valószínűtlennek tűnik. Innét, a mi korunkból szemlélve valóban érthetetlen, felfoghatatlan rádióösszeköttetés ez, szédítő éterhullám-lovaglás a távoli jövőbe. Vegyük figyelembe azonban, hogy az időről alkotott fogalmaink idővel nem bizonyulnak majd időtállónak. Bizonyítja ezt a feltevést jelen esetünk is. Mzper X-nek, a köbükunokának a szeme sem rebbent, mikor Aladár „Itt Mézgarádió, Budapest!” kiáltással lelkesen visszajelentkezett.

## MZ/X a kultúrában
- MZ/X egy 1999-ben alakult rockzenekar neve.[13]
- Farkasházy Benedek 2009-ben Kapcs ford! néven szatirikus tárcát írt, amelyben MZ/X a riportalany.[14]
- A 2021-es magyarországi ellenzéki előválasztás idején a Márki-Zay Péterre való szavazás szinonimájává vált az MZ/X szlogen.[forrás?]